# Li Peng
Pour les articles homonymes, voir Li.
Dans ce nom chinois, le nom de famille, Li, précède le nom personnel.
Li Peng (chinois : 李鹏 ; pinyin : Lǐ Péng ; 20 octobre 1928 – 22 juillet 2019) est un homme d'État chinois. Il a été le quatrième Premier ministre de la Chine de 1987 à 1998 et président du Comité permanent de l'Assemblée nationale populaire (ANP), l'organe législatif suprême de la Chine, de 1998 à 2003. Pendant une grande partie des années 1990, Li occupait le deuxième rang dans la hiérarchie du Parti communiste chinois (PCC), derrière Jiang Zemin, alors secrétaire général du PCC. Il a conservé son siège au Comité permanent du Politburo du PCC jusqu'à sa retraite en 2002.
Li était le fils de Li Shuoxun, un révolutionnaire communiste de la première heure, exécuté par le Kuomintang. Après avoir rencontré Zhou Enlai au Sichuan, Li a été élevé par Zhou et sa femme, Deng Yingchao. Li a suivi une formation d'ingénieur en Union soviétique et a travaillé dans une importante compagnie nationale d'électricité après son retour en Chine. Il a échappé aux troubles politiques des années 1950, 1960 et 1970 grâce à ses relations politiques et à son emploi dans l'entreprise. Après l'accession de Deng Xiaoping au pouvoir à la fin des années 1970, Li a occupé des postes politiques de plus en plus importants et puissants, devenant finalement Premier ministre en 1987.
En tant que Premier ministre, Li était le plus grand soutien du recours à la force pour réprimer les manifestations de la place Tian'anmen en 1989. Lors des manifestations, Li a usé de son autorité de Premier ministre pour déclarer la loi martiale et, en coopération avec Deng, alors président de la Commission militaire centrale, a instauré la loi militaire.
Li prônait une approche largement conservatrice de la réforme et de l'ouverture, ce qui le mettait en désaccord avec le secrétaire général du PCC, Zhao Ziyang, tombé en disgrâce en 1989. Après la destitution de Zhao, Li promouvait un programme économique socialiste conservateur, mais perdait son influence au profit du nouveau vice-Premier ministre, Zhu Rongji, et ne parvenait pas à empêcher la libéralisation croissante du marché chinois. Durant son mandat, il dirigea le projet controversé du barrage des Trois Gorges. Lui et sa famille géraient un important monopole énergétique chinois, que le gouvernement chinois démantela après l'expiration de son mandat de Premier ministre. Li mourut à l'âge de 90 ans à Pékin.
Durant son mandat de Premier ministre, il supervise une économie qui progresse rapidement avec une croissance de 10 à 15% du PIB pendant 10 ans.

## Biographie
Li Peng est né à Yibin dans la province de Sichuan. Il est le fils de l’écrivain Li Shuoxun, un des premiers martyrs révolutionnaires du Parti communiste chinois (PCC). Li Peng devient orphelin à l’âge de 2 ans lorsque son père est exécuté par le Guomindang en 1930. L'orphelin est adopté vers ses 11 ans (en 1939) par Zhou Enlai, futur Premier ministre de la Chine communiste, et par son épouse Deng Yingchao. En 1945, Li Peng, encore adolescent, rejoint les rangs du PCC.

### Accès au pouvoir
Comme d’autres cadres du Parti communiste de la troisième génération, Li Peng reçoit une éducation technique. En 1941, il commence des études à l’Institut des sciences naturelles de Yan'an dont le but est de former des professionnels de la science et de l'ingénierie et les poursuit au lycée professionnel de Zhangjiakou jusqu’en 1946 pour se spécialiser en hydro-électricité.
Il est ensuite employé comme technicien à la Compagnie de l'énergie du Shanxi-Chahaer-Hebei, puis comme cadre et secrétaire du parti de la succursale de cette entreprise, Harbin Huile, dans la province du Heilongjiang.
En 1948, il est envoyé à Moscou pour poursuivre ses études à l’Institut de génie énergétique où il se spécialise et obtient son diplôme d’ingénieur en hydroélectricité. Durant cette période, il assure la présidence de l’association des étudiants chinois en Union soviétique. Un an plus tard, Zhou Enlai devient Premier ministre de la république populaire de Chine nouvellement créée.

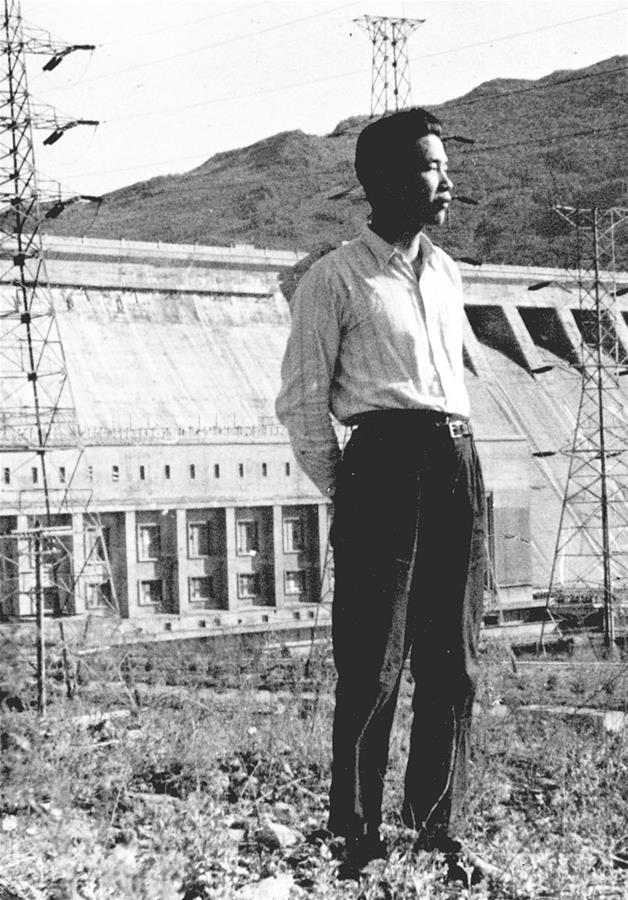
Li Peng en 1959.

Après son retour en Chine en 1955, Li Peng devient directeur adjoint et ingénieur en chef de l’usine hydroélectrique de Fengman dans le Nord-Est de la Chine. Ultérieurement, il est nommé ingénieur en chef adjoint de l’administration de l’énergie de la Chine du Nord-Est, directeur du département de la distribution d’électricité, directeur de la centrale électrique de Fuxin et secrétaire adjoint du comité du parti de l’usine.
Li Peng évite les difficultés de la révolution culturelle durant la période 1966-1976. Il occupe les postes de secrétaire par intérim du comité du parti du bureau de Pékin de l'alimentation électrique, président du comité révolutionnaire du bureau, secrétaire adjoint du comité du parti de l’administration de l’énergie de Pékin et président du comité révolutionnaire et secrétaire du groupe dirigeant du parti de l’administration.
Li Peng progresse politiquement en devenant en 1979 ministre adjoint du ministère de l'Industrie des énergies d’État puis ministre en 1981. Entre 1979 et 1983, il est aussi le secrétaire du parti au sein du ministère de l’Industrie des énergies d’État et vice-ministre et secrétaire adjoint du parti au sein du ministère des Ressources hydrauliques et de l’Énergie.
Après que Li Peng fut élu membre du Comité central du PCC au douzième congrès national du PCC en 1982, il est nommé au Bureau politique du Parti communiste chinois et au Secrétariat du parti en 1985, puis au Comité permanent du bureau politique du Parti communiste chinois en 1987, quand il devint Premier ministre par intérim (dans le 13e Politburo). Début 1983, Li Peng devient vice-premier ministre du Conseil des affaires de l'État de la république populaire de Chine. Début 1985, il est aussi responsable de la commission d’État sur l’éducation.
Les travaux de Li Peng portaient sur les problèmes d’énergie, de communication et de matières premières. Les problèmes sociaux d’inflation, de migration urbaine et de demande d'extension des libertés individuelles, le forcent  à prendre parti.

### Premier ministre
En janvier 1987, Hu Yaobang, proche de Deng Xiaoping et fervent partisan des réformes, est tenu pour responsable d'une série de manifestations. Il est obligé de démissionner du poste de secrétaire général du PCC. Le Premier ministre Zhao Ziyang, un réformateur, est nommé secrétaire général. Afin de conserver un équilibre politique, le conservateur Li Peng quitte ses fonctions de vice-Premier ministre et de ministre de l’Électricité et de l’Eau pour devenir Premier ministre de la république populaire de Chine.

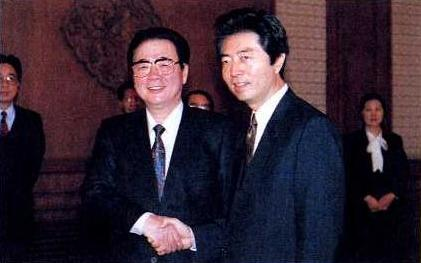
Rencontre entre Li Peng et Morihiro Hosokawa, Premier Ministre du Japon, mars 1994.

Après sa nomination comme secrétaire général, Zhao propose en mai 1988 d’accélérer la réforme des prix. L'importante inflation attise le mécontentement et permet au camp conservateur de réclamer une centralisation plus poussée de l’économie ainsi qu’une limitation plus grande des influences occidentales. Ceci entraîne un débat politique qui devient de plus en plus passionné au cours de l’hiver 1988-1989.
En 1988, il lance le projet du barrage Trois-Gorges, plus grand barrage de l'époque, symbole de la puissance chinoise, dont les travaux débutent en 1994.
À la mort de Hu Yaobang le 15 avril 1989, des manifestations menées par des étudiants, des universitaires et des intellectuels demandent sa réhabilitation politique et une accélération des réformes. Ces manifestations de 1989 font suite à plusieurs mouvements semblables, en 1983, 1985, puis au cours de l'hiver 1986-1987.
Proche des conservateurs, en particulier de son mentor Chen Yun, Li Peng est partisan d'une centralisation économique planifiée plus grande et d'une croissance économique plus faible. Il prône que la croissance économique et la transition à une économie de marché doivent reposer sur la stabilité sociale et politique.
Dans la nuit du 21 avril, les manifestants s'installent sur la place Tian'anmen. Ils revendiquent une plus grande lutte contre la corruption et la défense des libertés garanties par la constitution de la RPC. Les manifestations s’étendent à d’autres villes, y compris Shanghai et Canton.
Le gouvernement de Zhao Ziyang, du camp réformiste, souhaite une solution négociée et pacifique. La visite de Mikhaïl Gorbatchev à Pékin en mai 1989 et la déstabilisation des régimes communistes en Europe de l'Est renforcent la légitimité des propositions de Zhao Ziyang. Mais les partisans d'une résolution du conflit par la force, conduits par Li Peng, mettent Zhao Ziyang en minorité. Zhao Ziyang est immédiatement limogé et placé en résidence surveillée jusqu'à sa mort.
La loi martiale est proclamée par Deng Xiapoing, encouragé par Li Peng, le 20 mai 1989. Dans la nuit du 3 au 4 juin, les 27e et de la 28e armée entrent dans Pékin. Les affrontements sont violents. Le nombre de victimes civiles va de 300 selon le gouvernement chinois à un millier selon Amnesty International,,.
Après la crise de Tian'anmen, Li Peng est réélu au comité permanent du Politburo durant la première session plénière du quinzième comité central du PCC. Avec le soutien des conservateurs, il essaye de revenir sur les réformes du marché et d’accroître le rôle de la planification administrative. Les gouverneurs provinciaux et Deng Xiaoping s'y opposent avec succès.

### Président de l'Assemblée nationale populaire
Après deux mandats de Premier ministre, limite constitutionnelle, Li Peng est nommé président du comité permanent de l’Assemblée nationale populaire du 17 mars 1998 au 15 mars 2003. Durant son mandat, il surveille les travaux du barrage des Trois-Gorges et s’attache à accroître les prérogatives institutionnelles de l’Assemblée nationale populaire.

### Fin de carrière
Bien que retiré des affaires, Li Peng garde une certaine influence politique au sein du PCC jusqu'en 2017 notamment grâce à la présence de Luo Gan, membre du Comité permanent du bureau politique, considéré comme son protégé.
Au cours de ses dernières années, il n'apparaît que très rarement en public. Il participe uniquement aux rassemblements officiels visant à présenter une image d’unité, comme en 2007 à l'occasion du 80e anniversaire de la fondation de l’Armée populaire de libération.
Il fait sa dernière apparition publique, en octobre 2017, au moment de la seconde investiture du président de la république populaire de Chine Xi Jinping.

### Plainte pour «génocide au Tibet»
À la suite du dépôt d'une plainte par le Comite de Apoyo al Tibet, la Casa del Tibet et son président-fondateur Thubten Wangchen, citoyen espagnol d'origine tibétaine, député du Parlement tibétain en exil, le 11 janvier 2006, la Cour suprême d'Espagne avait annoncé qu'elle allait instruire une enquête concernant l'implication de sept anciens dirigeants chinois, entre autres l'ancien président Jiang Zemin et l'ancien Premier ministre Li Peng, dans un « génocide au Tibet ». Cette instruction était la conséquence d'un arrêté de la Cour constitutionnelle espagnole du 26 décembre 2005 qui autorisait le traitement des plaintes pour génocide, même si elles n'impliquaient pas de nationaux espagnols. Si, à la suite de pressions émanant d'Israël, de la Chine et des États-Unis, le Sénat espagnol est amené, le 19 mai 2009, à limiter la loi de compétence universelle de sorte qu'elle ne s'applique qu'à des cas impliquant des Espagnols ou à des suspects présents sur le territoire de l'Espagne,, cela ne gène nullement la procédure. Le 19 novembre 2013, la Cour nationale espagnole a rendu un arrêt qui devrait entraîner l'émission de mandats d'interpellation de Li Peng et de quatre autres anciens dirigeants chinois accusés d'avoir bafoué les droits de l'homme au Tibet : Jiang Zemin, ancien président et secrétaire du Parti, Qiao Shi, ancien chef de la sécurité chinois et responsable de la Police armée du peuple pendant la période de la loi martiale au Tibet à la fin des années 1980 ; Chen Kuiyuan, secrétaire du Parti de la région autonome du Tibet de 1992 à 2001 et Deng Delyun (également connu sous le nom Peng Peiyun (en)), ministre de la planification familiale dans les années 1990,. Le 10 février 2014, la cour suprême espagnole (Audiencia Nacional) demande l'émission d'un mandat d'arrêt international contre Jiang Zemin, Li Peng et d'autres dirigeants pour génocide au Tibet.
En 2020, la Cour européenne des droits de l’homme (CEDH) a enterré l'enquête ouverte devant l'Audience nationale sur le prétendu génocide commis au Tibet par les autorités chinoises. L'instance, qui a son siège à Strasbourg, a refusé d'examiner si le classement de l'affaire en 2014 avait violé les droits fondamentaux. Selon les deux résolutions de la CEDH adoptées en novembre et décembre 2020, cette décision « est définitive et ne peut faire l'objet d'un recours »,.

### Mort
Li Peng meurt le 22 juillet 2019 a l'âge de 90 ans dans la ville de Pékin. Pour Wuer Kaixi, un des responsables étudiants des manifestations de la place Tian'anmen en 1989 : « Est-ce que le Ciel a été véritablement juste, en laissant ce salaud coupable des crimes les plus atroces vivre jusqu'à 90 ans et mourir d'une mort naturelle ? »[non neutre]. Au contraire pour l’agence Chine nouvelle : « Il a pris des mesures décisives pour stopper le désordre et apaiser les troubles contre-révolutionnaires ».

### Famille
Li Peng est issu de la minorité Tujia de par sa mère, Zhao Juntao, sœur du révolutionnaire communiste Zhao Shiyan. Son père, fervent révolutionnaire, est tué à Hainan, par les forces nationalistes du Kuomintang.
Il est marié à Zhu Lin, qui l'accompagne par exemple publiquement en 1999 lors d'une visite officielle en Palestine. Sa fille, Li Xiaolin, dirige l'entreprise de production d'énergie China Power International Development (en), l’un des cinq plus gros producteurs d’énergie, en Chine. Depuis 2013, son fils cadet, Li Xiaopeng, est gouverneur de la province de Shanxi. Il est également président de la plus grande compagnie indépendante d’électricité du pays, la Huaneng Power International.